# Saint-Michel-de-Boulogne
Saint-Michel-de-Boulogne é uma comuna francesa na região administrativa de Auvérnia-Ródano-Alpes, no departamento de Ardèche. Estende-se por uma área de 7,53 km². Em 2010 a comuna tinha 157 habitantes (densidade: 20,8 hab./km²).